# Herbyne
Herbyne  (ucraniano: Гербине) es una localidad del Raión de Podilsk en el Óblast de Odesa de Ucrania. Según el censo de 2001, tiene una población de 540 habitantes.